# Партийно-советская печать
Партийно-советская печать — часть советской печати, периодические издания, являвшиеся печатными органами КПСС, коммунистических партий союзных республик и органов Советской власти. До 1952 года партийно-советская печать также именовалась большевистской печатью.

## Система
В систему партийно-советской печати входили печатные органы ЦК КПСС, Верховного Совета СССР, Верховных Советов союзных республик; совместные печатные органы — ЦК КП, Верховных Советов и Советов Министров союзных республик; обкомов КПСС, Верховных Советов и Советов Министров автономных республик; органы краевых, областных, городских, районных партийных комитетов и местных Советов депутатов трудящихся; органы печати предприятий и учреждений (многотиражные газеты).
После распада СССР в 1991 году, издания партийно-советской печати стали либо официальными печатными органами новых структур власти, либо независимыми изданиями. В некоторых республиках СССР газеты коммунистических партий были запрещены.

### Центральные издания — органы ЦК КПСС и Верховного Совета СССР
| Название                              | Орган                         |
| ------------------------------------- | ----------------------------- |
| Правда                                | Центральный орган ЦК КПСС     |
| Известия                              | Верховный Совет СССР          |
| Труд                                  | ВЦСПС (профсоюзы)             |
| Советская Россия                      | Советы депутатов РСФСР        |
| Комсомольская правда                  | ЦК ВЛКСМ                      |
| Красная звезда                        | Министерство обороны СССР     |
| Культура и жизнь, Литературная газета | ЦК КПСС (отдел культуры)      |
| Социалистическая индустрия            | Госкомитет по науке и технике |
| Советский спорт                       | ВЦСПС и Госкомспорт СССР      |

### Печатные органы союзных республик (ЦК компартий + Верховный Совет + Совет Министров республик)
| Республика | Название издания      | Язык              | Орган              |
| ---------- | --------------------- | ----------------- | ------------------ |
| РСФСР      | Советская Россия      | русский           | Президиум ВС РСФСР |
| УССР       | Правда Украины        | украинский        | ЦК КП Украины      |
| БССР       | Советская Белоруссия  | белорусский       | ЦК КП Белоруссии   |
| УзССР      | Правда Востока        | русский           | ЦК КП Узбекистана  |
| КазССР     | Социалистік Қазақстан | казахский         | ЦК КП Казахстана   |
| АрмССР     | Коммунист             | армянский         | ЦК КП Армении      |
| ЛитССР     | Советская Литва       | русский/литовский | ЦК КП Литвы        |

Составить исчерпывающий список всех изданий партийно-советской печати с их разделением по группам невозможно в полном объёме — таких изданий было тысячи, и они выходили на всей территории СССР на десятках языков. Ни одна публичная база не содержит полной выкладки, а полный список всех газет существовал только в реестрах Госкомиздата, архивов ЦК и Министерства связи.

## История партийно-советской печати
В Советской России и затем в СССР газеты становятся одним из инструментов создания новой социальной реальности, «нового советского человека», «нового общества», «коллективным организатором». Письмо ЦК РКП (б) от 7 июля 1922 г. «О плане местных газет», постановление Оргбюро ЦК ВКП (б)  от 1 ноября 1925 г. «О рабселькоровском движении» ориентировали прессу на тесную связь с жизнью, чаяниями трудящихся людей, призывали самих этих людей участвовать в создании прессы, что обусловило уникальность содержания партийно-советской печати, в центре внимания которой оказались советский человек и созидание новой страны.